# Lago Kachliner
El lago Kachliner (en alemán: Kachlinersee) es un lago situado en el distrito de Pomerania Occidental-Greifswald, en el estado de Mecklemburgo-Pomerania Occidental (Alemania), a una altitud de 0 metros; tiene un área de 100 hectáreas.
Se encuentra ubicado en el Usedom, una isla costera junto al mar Báltico.